# 前田高志
前田 高志（まえだ たかし、1977年 - ）は、日本のグラフィックデザイナー、実業家。株式会社NASU代表取締役。

## 概要
兵庫県伊丹市出身。報徳学園高等学校、大阪芸術大学デザイン学科卒業後、2001年に任天堂株式会社に入社。入社後は、企画部にて約15年間、宣伝広告のデザインの仕事に従事していたが、父の病気をきっかけに任天堂を退社し、2016年2月よりNASU（ナス）という屋号を用いて、フリーランスとして活動を始める。その後、同年4月に専門学校HAL、2017年からは大阪芸術大学にて非常勤講師としてそれぞれ勤務した（現在は両校ともに退任している）。後に開かれた、幻冬舎・箕輪厚介のオンラインサロン「箕輪編集室」でのデザインワークで注目を集め、2018年に自身のコミュニティである『前田デザイン室』を設立し、さらには雑誌『マエポン』を出版する。2019年に自身の集大成となる書籍『NASU本　前田高志のデザイン』を前田デザイン室として出版する。これらの前田デザイン室でのコミュニティ作りの経験を活かして、2019年10月にはNASUの新事業としてコミュニティ事業を開始し、2020年1月にはレディオブック株式会社のクリエイティブディレクターに就任する。ちなみに、これらNASUで手掛けてきた名刺が、レディオブックにおいて「スクーデリア・フェラーリ」と日本企業としては13年ぶりのパートナーシップ契約を結ぶきっかけとなった。2021年3月、これまでの仕事のノウハウが詰まった『勝てるデザイン』を幻冬舎より出版。発売後10日で第3刷まで重版となる。2022年2月に前田デザイン室で制作した素材サイト「DOTOWN（ドッタウン）」をリリース。通常のドット絵よりも粗い「粗ドット」を用いた素材で、年齢や国籍を問わない設計姿勢が評価され、2022年度グッドデザイン賞を受賞。また、その後中国を代表する国際的なデザイン賞「DIA2023」でHonorable Mentionを受賞した。

## 著書
- 『勝てるデザイン』幻冬舎、2021年3月17日、ISBN　9784344036932
- 『鬼フィードバック―デザインのチカラは“ダメ出し”で育つ』エムディエヌコーポレーション、2021年9月、ISBN　9784295202004

## 受賞歴
(出典)
- Art Directors Club、OneShow Design
- 全国カタログポスター展経済産業省商務情報政策局長賞